# Federico Brancolini
Federico Brancolini (Módena, 14 de julio de 2001) es un futbolista italiano que juega de portero en el Empoli F. C. de la Serie B.

## Trayectoria
Es canterano del Modena F. C., y se incorporó a la cantera de la ACF Fiorentina en 2017. Debutó como profesional con la ACF Fiorentina en una victoria por 4-0 en la Serie A contra el Bologna F. C. el 29 de junio de 2020.

## Estadísticas

### Clubes
Actualizado al último partido disputado el 29 de julio de 2020.
| Club                    | Div.          | Temporada     | Liga  | Liga  | Copas nacionales | Copas nacionales | Copas internacionales | Copas internacionales | Total | Total |
| Club                    | Div.          | Temporada     | Part. | Goles | Part.            | Goles            | Part.                 | Goles                 | Part. | Goles |
| ----------------------- | ------------- | ------------- | ----- | ----- | ---------------- | ---------------- | --------------------- | --------------------- | ----- | ----- |
| ACF Fiorentina · Italia | 1.ª           | 2019-20       | 1     | 0     | 0                | 0                | —                     | —                     | 1     | 0     |
| ACF Fiorentina · Italia | 1.ª           | 2020-21       | 0     | 0     | 0                | 0                | —                     | —                     | 0     | 0     |
| ACF Fiorentina · Italia | 1.ª           | 2021-22       | 0     | 0     | 0                | 0                | —                     | —                     | 0     | 0     |
| ACF Fiorentina · Italia | Total club    | Total club    | 1     | 0     | 0                | 0                | 0                     | 0                     | 1     | 0     |
| Total carrera           | Total carrera | Total carrera | 1     | 0     | 0                | 0                | 0                     | 0                     | 1     | 0     |